# Roland/Saison 2024
Dieser Artikel beschreibt die Mannschaft und die Siege des Radsportteams Roland in der Saison 2024.

## Mannschaft
| Teamkader 2024          | Teamkader 2024    | Teamkader 2024         | Teamkader 2024                                |
| Name                    | Geburtsdatum      | Land                   | Vorheriges Team                               |
| ----------------------- | ----------------- | ---------------------- | --------------------------------------------- |
| Antri Christoforou      | 2. April 1992     | Zypern                 | Human Powered Health (2023)                   |
| Maggie Coles-Lyster     | 12. Februar 1999  | Kanada                 | Zaaf Cycling Team (2023)                      |
| Sofia Collinelli        | 24. August 2001   | Italien                | Aromitalia-Basso Bikes-Vaiano (2022)          |
| Tamara Dronowa          | 13. August 1993   | Russland               |                                               |
| Nathalie Eklund         | 28. Mai 1991      | Schweden               | Massi Tactic (2022)                           |
| Natalie Grinczer        | 15. November 1993 | Vereinigtes Königreich | Lifeplus Wahoo (2023)                         |
| Elena Hartmann          | 12. Dezember 1990 | Schweiz                | Israel-Premier Tech Roland Development (2023) |
| Anna Kiesenhofer        | 14. Februar 1991  | Österreich             | Soltec Team (2022)                            |
| Nguyễn Thị Thật         | 6. März 1993      | Vietnam                | Lotto Soudal Ladies (2020)                    |
| Elena Pirrone           | 21. Februar 1999  | Italien                | Valcar-Travel & Service (2022)                |
| Sylvie Swinkels         | 31. Juli 2000     | Niederlande            | Coop-Hitec Products (2023)                    |
| Giorgia Vettorello      | 6. Juli 2000      | Italien                | Bepink (2023)                                 |
|                         |                   |                        |                                               |
| Quelle: ProCyclingStats |                   |                        |                                               |

## Siege
| Siege    | Siege                                                                   | Siege       | Siege  | Siege              | Siege |
| Datum    | Rennen                                                                  | Staat       | Klasse | Sieger             |       |
| -------- | ----------------------------------------------------------------------- | ----------- | ------ | ------------------ | ----- |
| 4. Mär.  | Grand Prix Suf City El Salvador                                         | El Salvador | 1.1    | Antri Christoforou |       |
| 6. Mär.  | Grand Prix Presidente                                                   | El Salvador | 1.1    | Elena Hartmann     |       |
| 8. Mär.  | Vuelta a El Salvador, Prolog                                            | El Salvador | 2.1    | Elena Hartmann     |       |
| 9. Mär.  | Vuelta a El Salvador, 1. Etappe                                         | El Salvador | 2.1    | Elena Hartmann     |       |
| 11. Mär. | Vuelta a El Salvador, 3. Etappe                                         | El Salvador | 2.1    | Tamara Dronowa     |       |
| 12. Mär. | Vuelta a El Salvador, 4. Etappe                                         | El Salvador | 2.1    | Tamara Dronowa     |       |
| 12. Mär. | Vuelta a El Salvador, Gesamtwertung                                     | El Salvador | 2.1    | Elena Hartmann     |       |
| 12. Jun. | Russische Meisterschaften, Einzelzeitfahren der Frauen                  | Russland    | CN     | Tamara Dronowa     |       |
| 15. Jun. | Russische Meisterschaften, Straßenrennen der Frauen                     | Russland    | CN     | Tamara Dronowa     |       |
| 20. Jun. | Schweizer Meisterschaften, Einzelzeitfahren der Frauen                  | Schweiz     | CN     | Elena Hartmann     |       |
| 21. Jun. | Österreichische Straßen-Radmeisterschaften, Einzelzeitfahren der Frauen | Österreich  | CN     | Anna Kiesenhofer   |       |
| 23. Jun. | Österreichische Straßen-Radmeisterschaften, Straßenrennen der Frauen    | Österreich  | CN     | Anna Kiesenhofer   |       |
| 26. Jun. | Zyprische Meisterschaften, Einzelzeitfahren der Frauen                  | Zypern      | CN     | Antri Christoforou |       |
| 29. Jun. | Zyprische Meisterschaften, Straßenrennen der Frauen                     | Zypern      | CN     | Antri Christoforou |       |

## UCI-Weltranglisten-Platzierungen
| UCI-Ranking | UCI-Ranking         | UCI-Ranking | UCI-Ranking |
| Fahrer      | Fahrer              | Land        | Punkte      |
| ----------- | ------------------- | ----------- | ----------- |
| 48.         | Tamara Dronowa      | Russland    | 862 P.      |
| 67.         | Elena Hartmann      | Schweiz     | 672 P.      |
| 101.        | Antri Christoforou  | Zypern      | 420 P.      |
| 123.        | Anna Kiesenhofer    | Österreich  | 335 P.      |
| 126.        | Nguyễn Thị Thật     | Vietnam     | 331 P.      |
| 140.        | Elena Pirrone       | Italien     | 293 P.      |
| 149.        | Maggie Coles-Lyster | Kanada      | 274 P.      |
| 182.        | Giorgia Vettorello  | Italien     | 219 P.      |
| 239.        | Sylvie Swinkels     | Niederlande | 169 P.      |
| 511.        | Sofia Collinelli    | Italien     | 63 P.       |